# Harry Frey
Harry Frey (* 30. April 1926) ist ein ehemaliger deutscher Fußballspieler. In Gera, Pirmasens und Duisburg spielte er zwischen 1949 und 1959 Erstligafußball.

## Sportliche Laufbahn

### Fußballspieler in Gera
Frey wurde erstmals überregional bekannt, als er 1949 mit der SG Gera-Süd im Alter von 23 Jahren das erste Endspiel um den ostdeutschen FDGB-Fußballpokal bestritt. In der Begegnung am 28. August gegen Waggonbau Dessau spielte er auf der Position des halbrechten Stürmers. Die Geraer verloren das Finale zwar mit 0:1, qualifizierten sich aber als Pokalfinalist für die erste Saison der neu gegründeten Fußball-Zonenliga (später DS-Oberliga, DDR-Oberliga), in der künftig der ostdeutsche Fußballmeister ermittelt wurde. Harry Frey wurde für das Geraer Aufgebot nominiert und von Beginn an in den Punktspielen der Zonenliga eingesetzt. Er bestritt alle 26 Spiele und erzielte fünf Tore. In der Saison 1950/51 war er der einzige Spieler der Geraer Mannschaft, die zunächst als BSG Mechanik, später als BSG Motor auftrat, der alle 34 Punktspiele absolvierte. In der Spielzeit 1951/52 versäumte Frey bis zum 25. Punktspiel nur eine Partie, kam danach aber nicht mehr zum Einsatz. Sein letztes DS-Oberliga-Spiel war die Begegnung Motor Gera – Motor Zwickau (0:0) am 6. April 1952, in der er wie in den Spielen zuvor als halblinker Angreifer aufgestellt worden war. In seinen drei Erstliga-Spielzeiten bestritt er 91 von 96 ausgetragenen Punktspielen und erzielte dabei 22 Tore. 1950 stand Frey im Kader der Fußballauswahl Thüringen, für die er ein Spiel bestritt.

### Weiterer Werdegang
Der weitere Verlauf der Fußball-Laufbahn von Harry Frey wird nach den Angaben von Leske Enzyklopädie des DDR-Fußballs (siehe Literatur) dargestellt, die von weltfussball.de (siehe Weblinks) nicht gestützt wird.
Nach seinem Weggang aus Gera spielte Frey bis 1954 für den FK Pirmasens in der Oberliga Südwest, zu dieser Zeit eine der fünf höchsten Spielklassen des Deutschen Fußball-Bundes. In Pirmasens kam er in zwei Runden auf insgesamt 53 Ligaspiele und erzielte 17 Tore. In seiner zweiten Saison, 1953/54, belegte er mit einem Punkt Rückstand zu Meister 1. FC Kaiserslautern den zweiten Rang in der Südwestoberliga. In 27 Spielen erzielte er zwölf Tore. An der Endrunde um die deutsche Fußballmeisterschaft konnte er mit dem FKP als Vizemeister nicht teilnehmen, da durch die Weltmeisterschaft in der Schweiz die Teilnehmerzahl auf sechs Mannschaften im Mai 1954 reduziert war. Anschließend wechselte er zum Duisburger Spielverein in die Oberliga West. Dort gehörte er von 1954 bis 1956 zum Spielerstamm, da er 57 der 60 ausgetragenen Oberligaspiele bestritt. Zu Beginn seiner dritten Duisburger Saison hatte er sein 30. Lebensjahr vollendet und seinen Leistungszenit überschritten. 1956/57 brachte er es noch auf zwölf Punktspieleinsätze, in der Spielzeit 1957/58 wurde er nur noch neunmal in der Oberligamannschaft aufgeboten. 1958/59 war Freys letzte Erstligasaison, er spielte nur noch zweimal für den Duisburger SV in der Oberliga. In seinen vier Spielzeiten für den DSV erzielte er acht Meisterschaftstore. 1959 wechselte Frey zum Amateurligisten Duisburg 08 und beendete damit seine Laufbahn als Leistungsfußballer.